# Chiloeches
Chiloeches est une commune d'Espagne de la province de Guadalajara dans la communauté autonome de Castille-La Manche.

## Géographie
La localité est située à une altitude de 786m.
| Nord-ouest: Cabanillas del Campo | Nord: Guadalajara            | Nord-est: Guadalajara        |
| Ouest: Alovera                   |                              | Est: Guadalajara             |
| Sud-ouest: Azuqueca de Henares   | Sud: Los Santos de la Humosa | Sud-est: Pozo de Guadalajara |

## Culture

### Patrimoine artistique
- Église paroissiale du XVIe siècle;
- Résidence du Marquis de Chiloeches, œuvre du XVIIIe siècle;
- Résidence de Albolleque, qui appartenait au XVIe siècle à la famille Guzmán de Guadalajara.